# Осман Хамді-бей

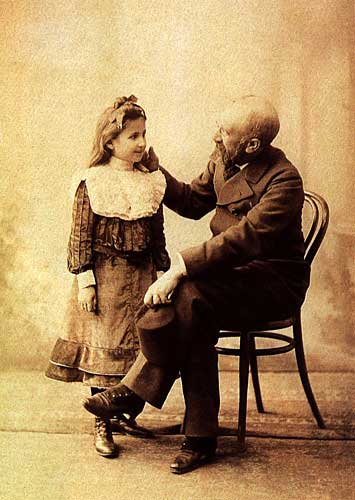
Осман Хамді-бей з дочкою Назлі

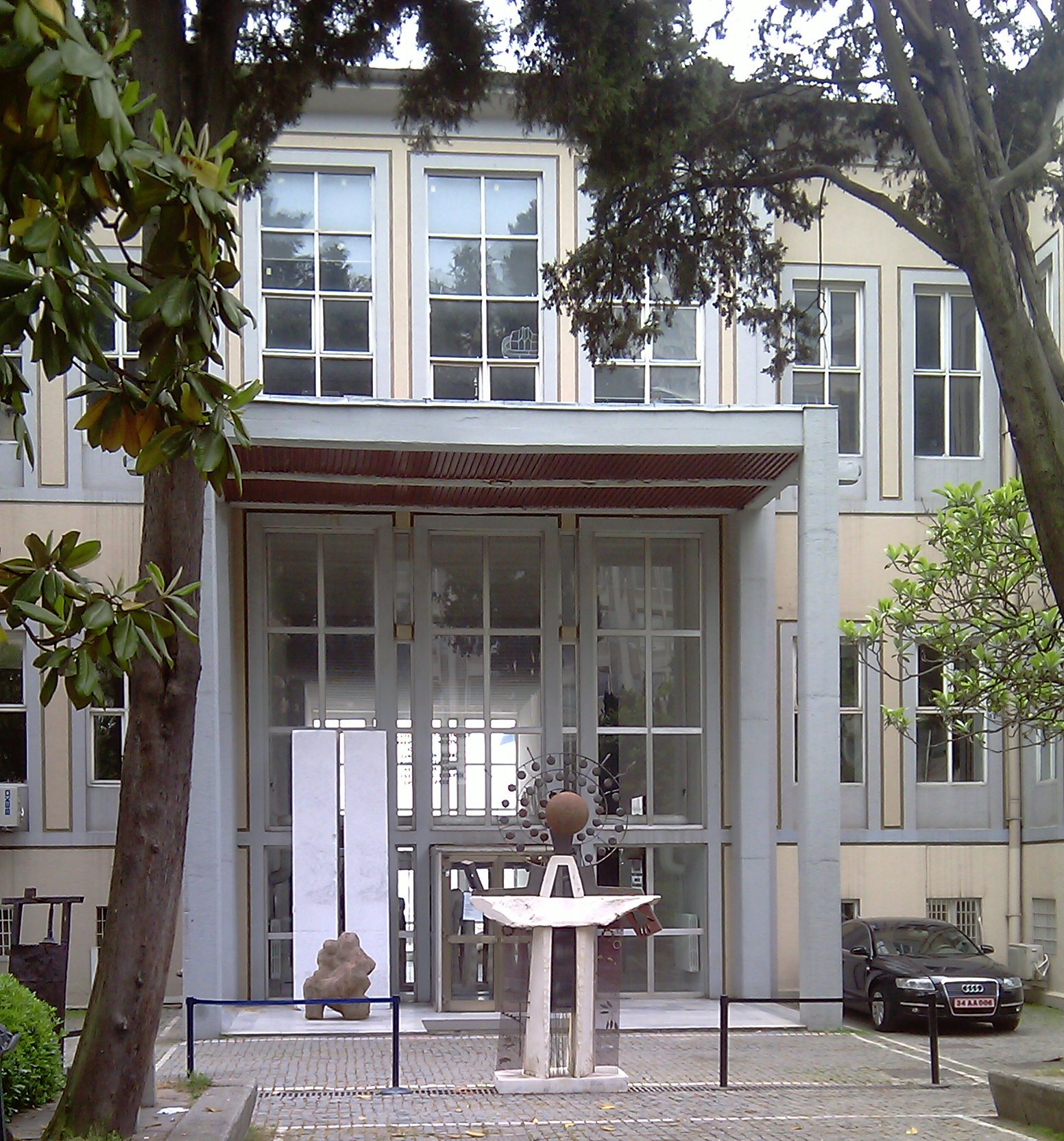
Академія витончених мистецтв у Стамбулі, яку заснував Осман Хамді-бей

Осман Хамді (тур. Osman Hamdi Bey, 1842, Стамбул — 24 лютого 1910, Стамбул) — турецький живописець, відомий археолог, а також засновник і директор Стамбульського Археологічного Музею (1881 рік) та Академії Мистецтв у Стамбулі (1883 рік), відомої нині як Академія Мистецтв імені Мімара Сінана.

## Життєпис
Народився в знатній хіоській грецькій родині, що перейшла до ісламу. Батько Османа Хамді-бея — великий візир Ібрагім Едхем-паша.
Після початкової школи в Бешикташі почав вивчати право спочатку в Стамбулі, а потім в Парижі. Але, зацікавившись живописом, залишив правознавство та продовжив навчання образотворчому мистецтву. Протягом 12 років в Парижі він навчався у майстернях живописців Жерома та Буланже.
1867 року очолював делегацію Османської імперії на Всесвітній виставці у Парижі. Тут було представлено 3 його роботи «Циганський привал», "Зейбек у засідц"і, «Загибель Зейбека».
Писав картини, що відображали реалії його сучасності. Був одним зі значущих турецьких портретистів того часу. В його портретах помітний вплив східної мініатюри, особливо у поєднанні кольорових планів. Одружився з француженкою, яка народила від нього двох дочок. У 1869 році з сім'єю повернувся в Стамбул. Того ж року призначається очільником дирекції закордонних справ у багдаді. Разом з тим отримав титуле бея.
1871 року повертається до Стамбула, де призначається помічником директора закордонного протоколу. 1873 року отримав посаду головного комісара на Всесвітній виставці у Відні. У 1874—1876 роках був секретарем міністра закордонних справ імперії Ахмеда Аріфі-паши. 1876 року перейшов до директора закордонної преси міністерства.
Під час російсько-турецької війни 1877—1878 років спочатку був перекладачем у діючій армії, але невдовзі очолив відділ міської адміністрації район Бейоглу в Стамбулі. 1878 року після відставки батька з посади великого візира залишив державну службу.
1881 року очолив Імперський музей, отримавши зарплату у 5 тис. курушів. 1882 року зробив музей загальнодоступним. 1883 року домігся відкриття Школи витончених мистецтв. Водночас розпочав масштабні археологічні розвідки, що тривали до 1895 року (найбільші археологічні роботи відносяться до розкопок в Коммагені та Сідоні). 1884 року сприяв прийняттю положення про захист історичних пам'яток — тепер усі знахідки в межах імперії оголошувалися власністю держави й заборонялися до вивозу.
За ініціативи Осман Хамді-бей активно розбудовувався сам Історичний музей. У 1903 і 1907 роках до нього було додано праве і ліве крило відповідно, внаслідок чого музейна площа збільшилася до 9 тис. м².

## Галерея

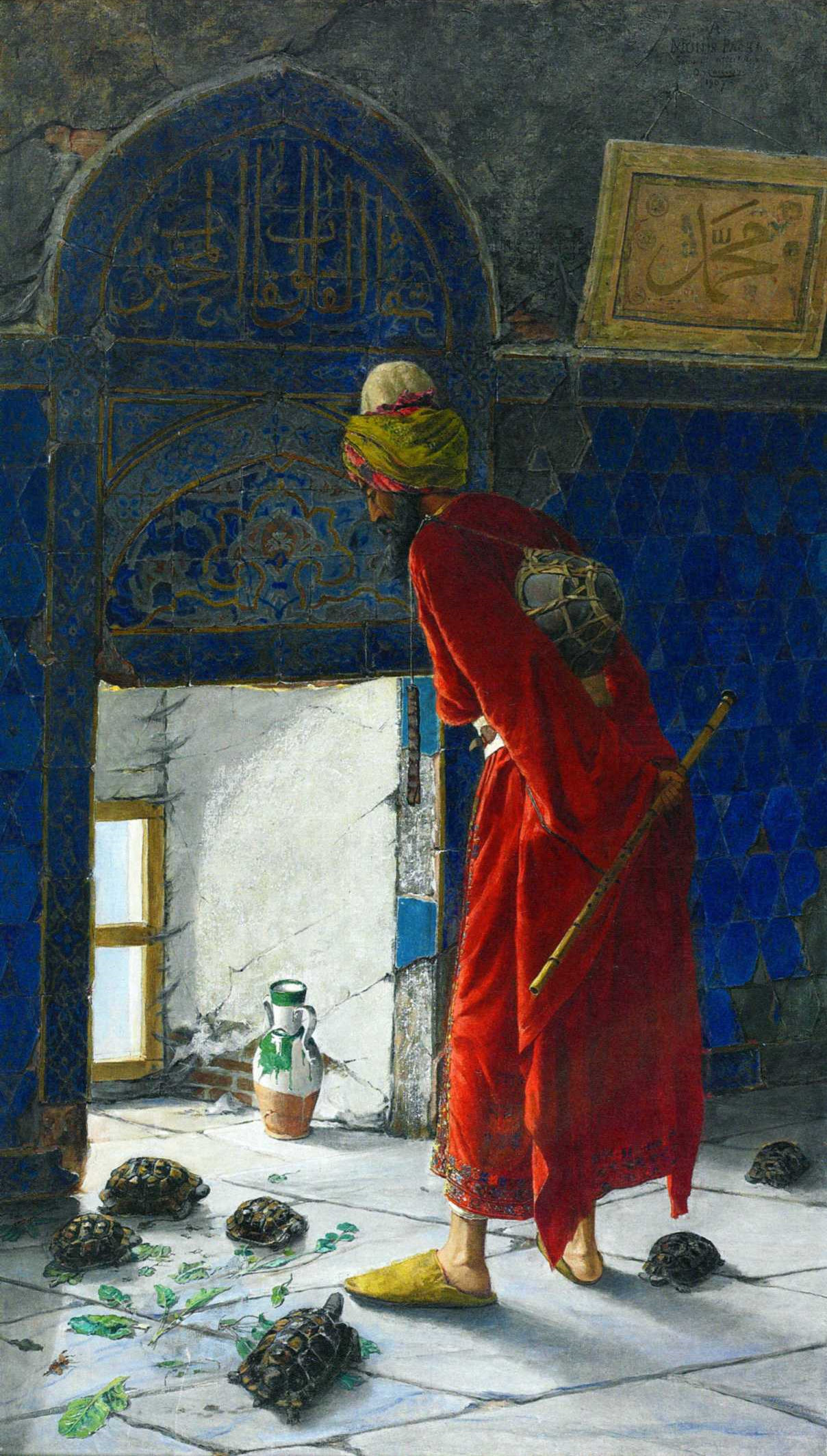
«Дресирувальник черепах»
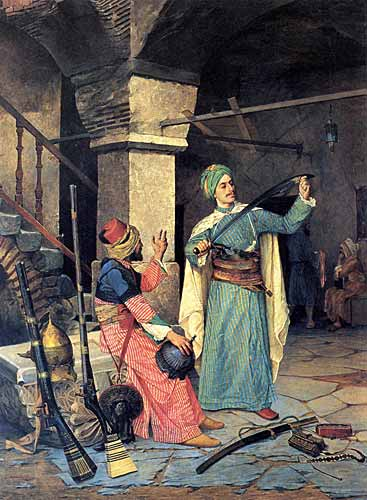
«Торговець зброєю» (1908)
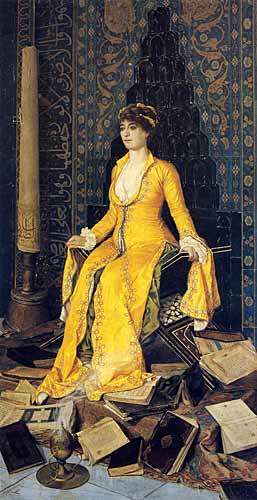
«Міхраб» (1901)
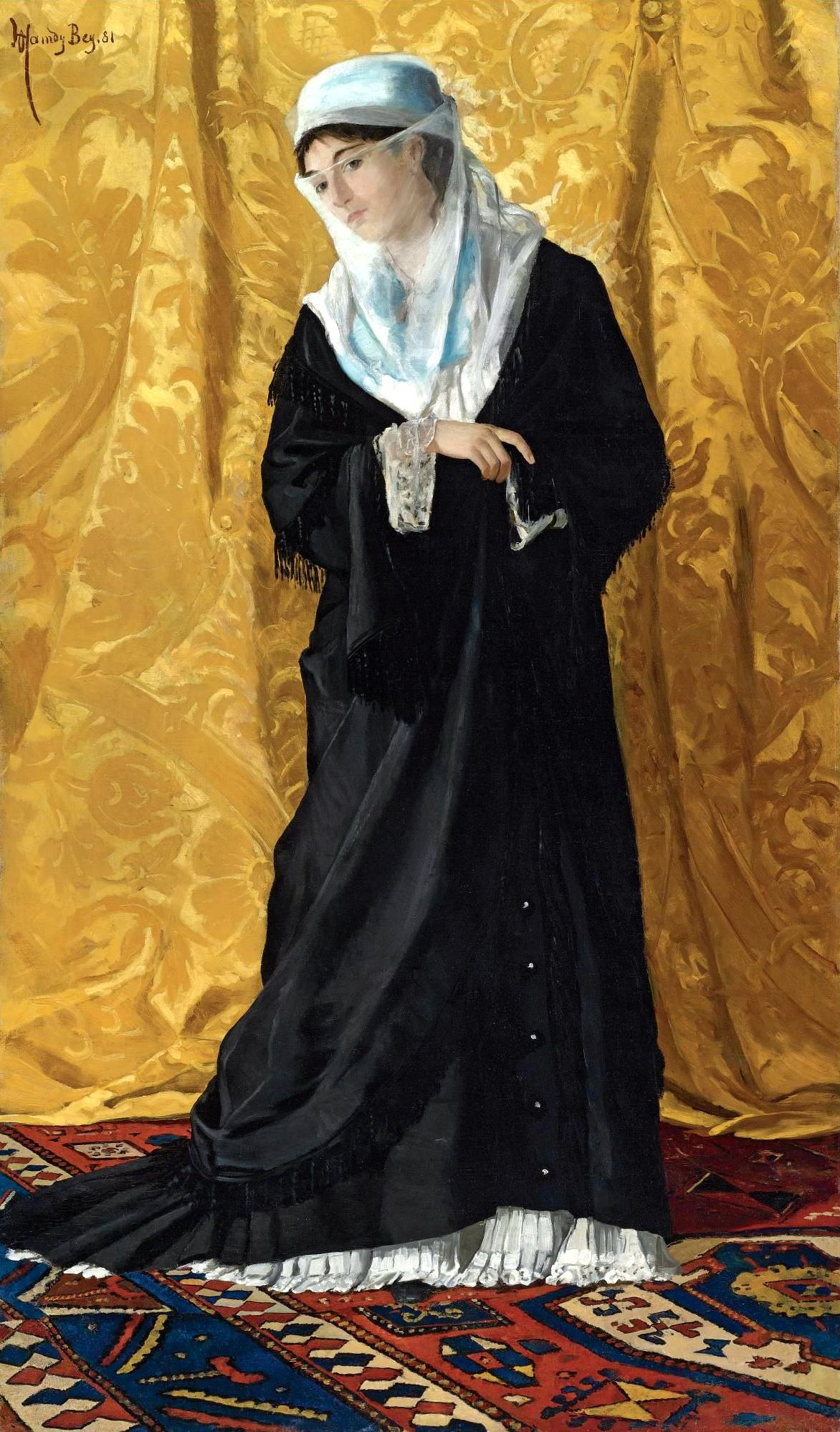
«Жінка з Константинополя»
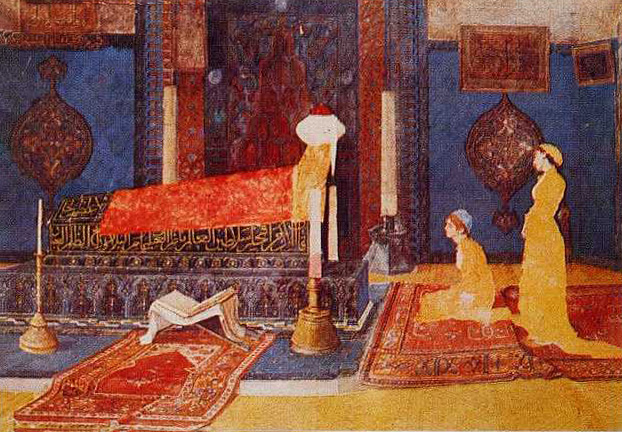
«Відвідування храму»
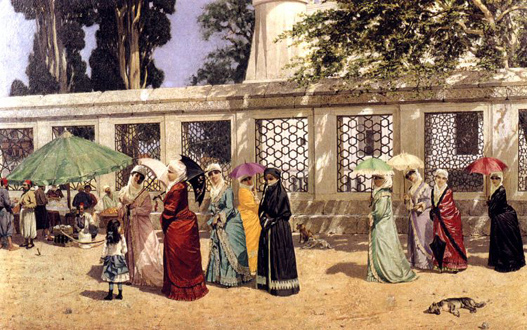
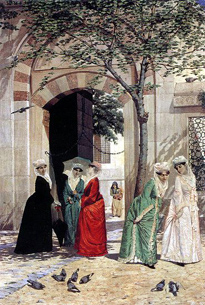
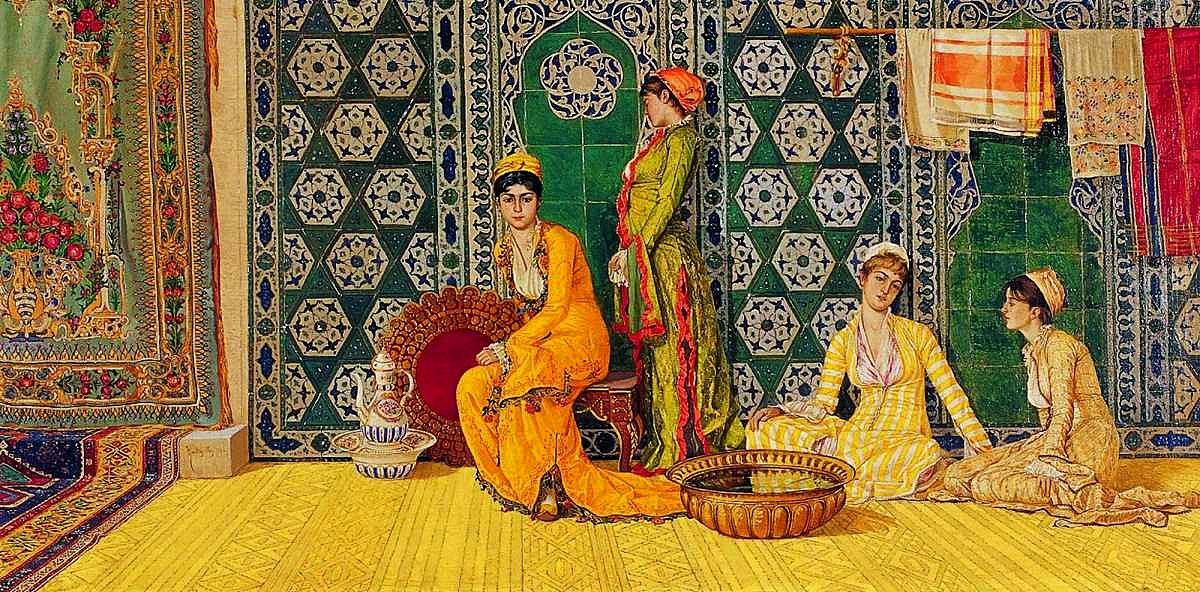
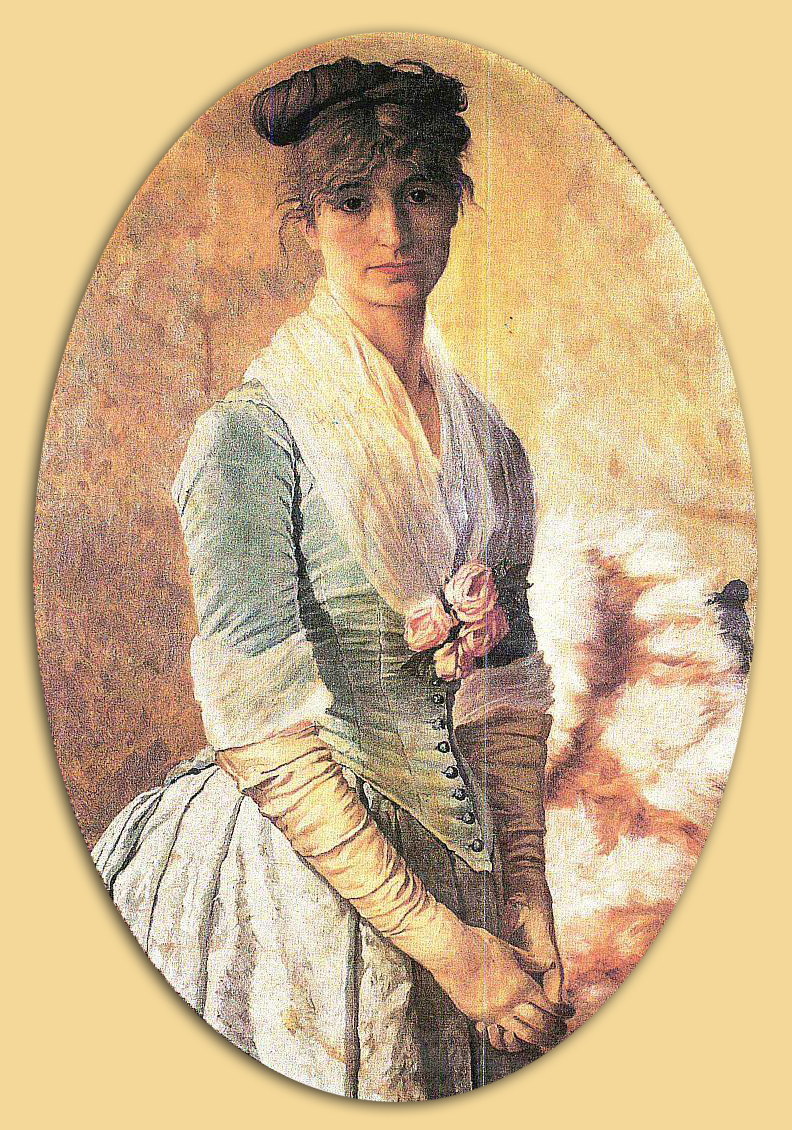
«Портрет дружини»
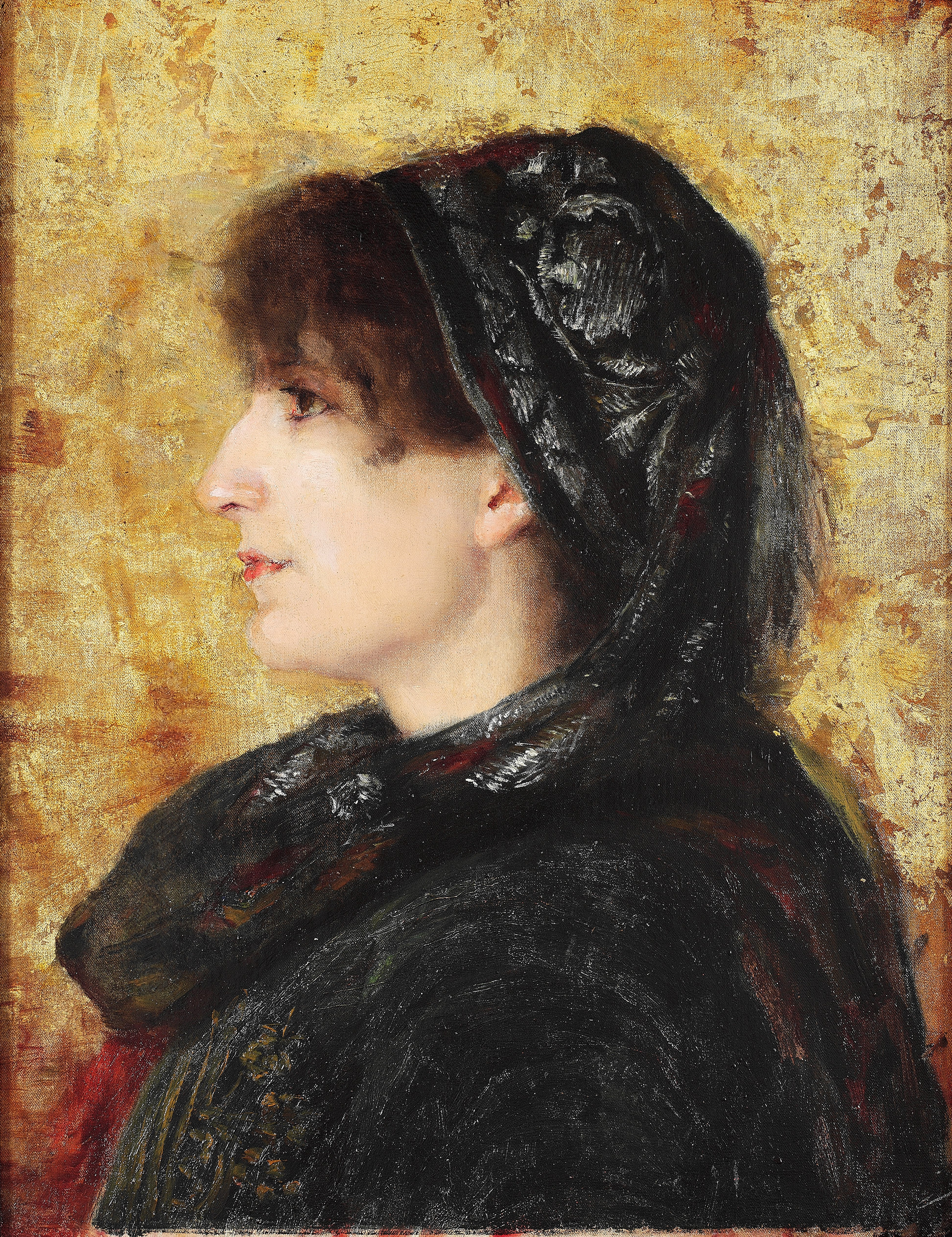
«Наїль Ханим», дружина художника
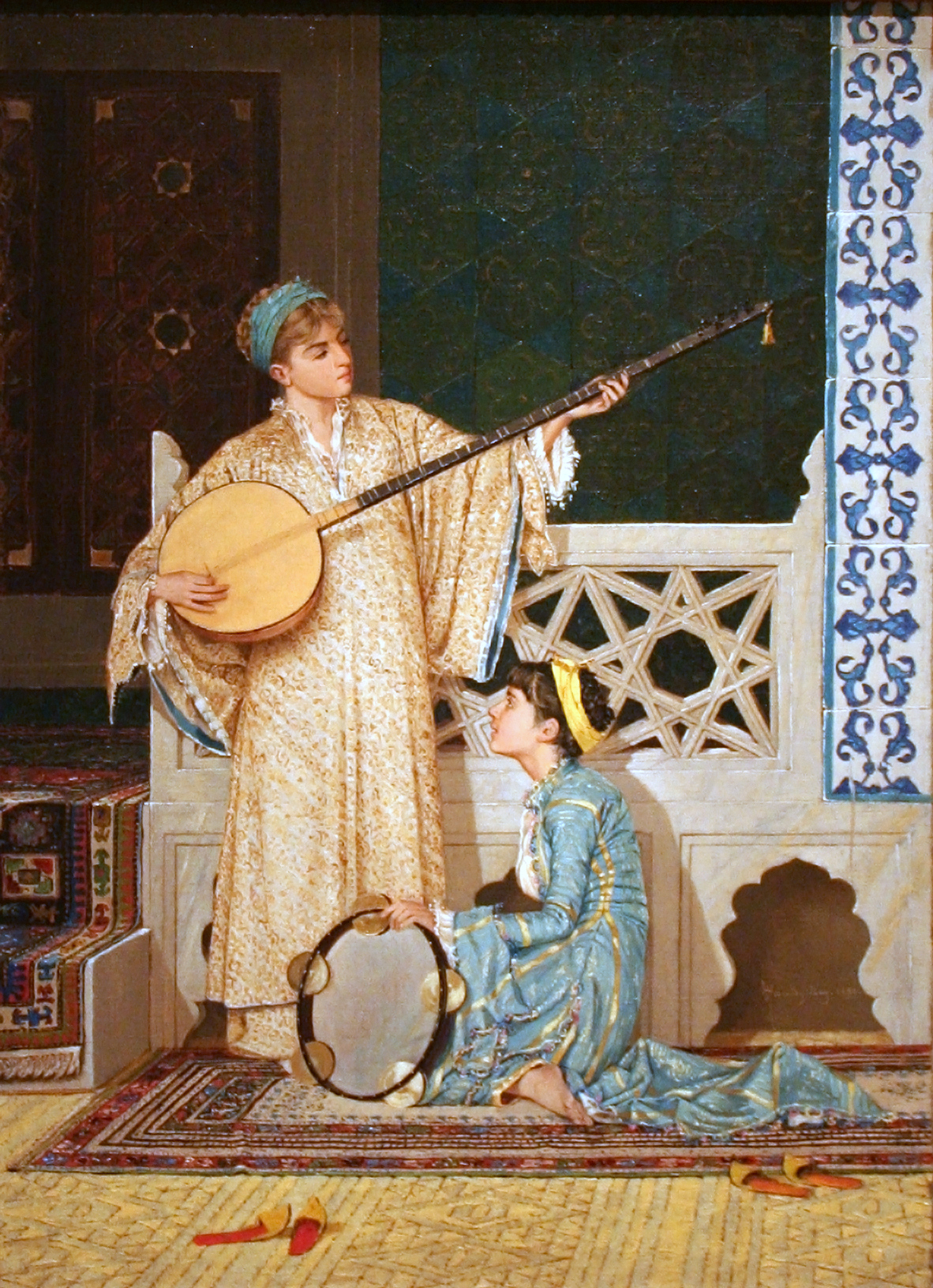
«Дві дівчини, що займаються музикою»